# Brassicaceae
Las brasicáceas (Brassicaceae) o crucíferas (Cruciferae) son una familia de angiospermas eudicotiledóneas constituidas por un grupo monofilético con 372 géneros y 4.060 especies aceptadas. Están distribuidas por casi todo el planeta, excepto la Antártida y algunas zonas de los trópicos. La extensa familia está formada por especies anuales, bienales y herbáceas, muchas de gran importancia económica, tanto para el consumo humano como para usos ornamentales, oleaginosos, forrajeros. Una de las especies: Arabidopsis thaliana se considera un organismo modelo en investigaciones biológicas.

## Descripción
Las especies son en su mayoría herbáceas perennes, anuales o bienales. Generalmente son plantas terrestres, aunque unas cuantas especies como Subularia aquatica viven en el agua. Pueden tener una raíz pivotante, cáudice leñoso poco o muy ramificado, algunas con tuberos o rizomas. Tallos con o sin hojas (como en Caulanthus), algunas carecen de tallos. Hojas sin estípulas, alternas o en roseta, simples, enteras o lobuladas, raramente trifoliadas o pinnadas. 
Inflorescencias en racimos, corimbos o panículas. Flores en cruz, hermafroditas, generalmente actinomorfas, sin brácteas; cáliz con 4 sépalos libres dispuestos en dos verticilos dímeros, a veces con la base ligeramente gibosa (en general, solo dos de ellos); corola con un verticilo de 4 pétalos, alternos con los sépalos, a veces en dos grupos, C 2 + 2; androceo normalmente con 6 estambres, dispuestos en dos verticilos: uno externo con dos estambres cortos, y uno interno con 4 estambres largos (androceo tetradínamo), con nectarios basales; gineceo súpero, sincárpico, bicarpelar, con el ovario generalmente dividido en dos lóculos mediante un septo (también llamado disepimento) originado por crecimiento de las placentas. 
Frutos de tipo capsular dehiscentes mediante dos valvas, llamados silicuas (pueden ser latiseptas o angustiseptas), a veces rematados por un pico estéril.

## Usos
En esta familia se encuentran buena parte de las verduras de invierno, Brassica y sus cultivares, que se encuentra distribuida por todo el mundo y consta de especies de crecimiento anual, bienal o perenne. Aunque algunos miembros tienen un alto contenido de ácido erúcico, lo que las convierte en poco adecuadas para consumir en grandes dosis, todos los miembros son comestibles; no obstante, unos saben mejor que otros.

## Evolución, filogenia y taxonomía
El botánico austríaco August von Hayek, seguido por el botánico alemán Otto Eugen Schulz y el austríaco Erwin Emil Alfred Janchen-Michel von Westland proveyeron la primera teoría acerca del origen de la familia. Ellos creían que se había originado en el Nuevo Mundo a partir de las subfamilia Cleomoideae de las caparidáceas a través de la tribu Theylopodieae (Stanleyeae) de las brasicáceas. Tal visión de la escuela germana fue compartida por otros autores como el taxónomo iraquí, nacionalizado estadounidense, Ihsan Ali Al-Shehbaz y el armenio Armén Tajtadzhián. De hecho, el estadounidense Thomas Nuttall ya había propuesto para 1834 el nombre Stanleyeae como una familia distinta e intermedia entre las caparáceas y las crucíferas, la cual incluía los géneros Stanleya y Warea. 
Los estudios moleculares de las brasicáceas, que se empezaron a publicar a partir de los inicios del siglo XXI, han demostrado claramente que —por el contrario— las brasicáceas se han originado en el Viejo Mundo y que constituyen un clado hermano a las cleomáceas.
La edad de la familia es de 37,6 (24,2 a 49,4) millones de años. El análisis filogenético sugiere que las brasicáceas sufrieron un rápido período de diversificación, luego de la temprana separación de la tribu Aethionemeae. La familia parece que se originó en un clima cálido y húmedo aproximadamente hace 37 millones de años. La rápida radiación que ocurrió con posterioridad estuvo aparentemente causada por el enfriamiento global durante el Oligoceno sumada a un evento de duplicación genómica. Este evento pudo haber permitido a la familia adaptarse rápidamente durante ese período de cambio climático.

### Tribus
- Aethionemeae: consiste en dos géneros y 57 especies distribuidas principalmente en el Medio Oriente y Europa oriental. El género Aethionema es el de mayor número de especies (56) y su área de distribución está centrada en Turquía, con algunas especies que se extienden hacia el este hasta Turkmenistán y hacia el oeste hasta España y Marruecos.
- Camelineae: esta tribu incluye 12–13 géneros y unas 240 especies que se distribuyen principalmente en Eurasia, con algunos repreesentantes en América del Norte y Australia-Nueva Zelanda. El género más conocido de esta tribu es Arabidopsis (11 especies), seguido por Camelina y Capsella en cuanto al número de especies (11 y 5, respectivamente).
- Boechereae: casi exclusivamente norteamericana ya que solo una especie, Boechera furcata, crece en el extremo oriental de Rusia. La tribu incluye siete géneros y aproximadamente 110 especies, la mayoría de las cuales pertenecen al género Boechera.
- Halimolobeae: incluye cinco géneros y unas 40 especies distribuidas en América, principalmente en el centro y norte de México. Los géneros con mayor riqueza de especies son Mancoa y Pennellia.

En GRIN consideran las siguientes tribus:
- Aethionemeae - Alysseae - Alyssopsideae - Anastaticeae - Anchonieae - Aphragmeae - Arabideae - Asteae - Biscutelleae - Boechereae - Brassiceae - Buniadeae - Calepineae - Camelineae - Cardamineae - Chorisporeae - Cochlearieae - Coluteocarpeae - Conringieae - Cremolobeae - Descurainieae - Dontostemoneae - Erysimeae - Euclidieae - Eudemeae - Eutremeae - Halimolobeae - Heliophileae - Hesperideae - Iberideae - Isatideae - Kernereae - Lepidieae - Lunarieae - Megacarpaeeae - Microlepidieae - Notothlaspideae - Oreophytoneae - Physarieae - Schizopetaleae - Sisymbrieae - Smelowskieae - Thelypodieae - Thlaspideae - Yinshanieae